# Saint-Germain (Alto Saona)
 Saint-Germain  es una población y comuna francesa, situada en la región de Franco Condado, departamento de Alto Saona, en el distrito de Lure y cantón de Lure-Nord.

## Demografía
| 1,027 | 1,007 | 1,104 | 1,146 | 1,166 | 1,194 |
| Para los censos de 1962 a 1999 la población legal corresponde a la población sin duplicidades (Fuente: INSEE [Consultar]) |       |       |       |       |       |